# Pous de Sant Climent
Els Pous de Sant Climent és una obra de Sant Climent Sescebes (Alt Empordà) inclosa a l'Inventari del Patrimoni Arquitectònic de Catalunya.

## Descripció
Situats dins del nucli urbà de la població de Sant Climent, a l'extrem nord-est de l'entramat urbà i relativament propers l'un de l'altre, un al carrer del Sol i l'altre a la cantonada amb el carrer Vic.
Es tracta de dos pous de planta circular, bastits en pedra de diverses mides i maons, lligat amb morter de calç. El pou situat al carrer del Sol es troba al costat de la casa de cal Metge vell i ha estat rehabilitat i consolidat. El pou del carrer Vic, també reformat, presenta dues obertures rectangulars al basament de l'estructura relacionades amb l'extracció d'aigua i delimitades per grans blocs de pedra. El pou conserva els dos pilars que sostenien la biga utilitzada per penjar la corriola.